# Annianus von Alexandria
Annianus von Alexandria (griechische Namensform Annianos), besser bekannt als Annianus, war ein spätantiker alexandrinischer Komputist und Mönch des frühen 5. Jahrhunderts n. Chr., in der Zeit von Theophilos von Alexandria.
Das meiste über ihn ist aus der Chronik des byzantinischen Mönchs Georgios Synkellos (8. Jahrhundert/Anfang 9. Jahrhundert n. Chr.) bekannt, der die Arbeit seiner Vorläufer als Chronograph (neben den alexandrinischen Mönchen Annianus und Panodoros waren das hauptsächlich Eusebius von Caesarea und Julius Africanus) kritisiert und erläutert. Er hinterließ nach Synkellos eine Schrift zur Berechnung des Osterdatums (Paschoualion) in Form einer Chronik in Tabellenform, die an dem von ihm postulierten Beginn des Universums am 25. März 5492 v. Chr. ansetzte. und in Perioden des Osterzyklus von 532 Jahren voranschritt, jeweils mit kurzen historischen Einträgen am Rand. Er war ein Zeitgenosse von Panodoros und kritisierte die Chronologie von Eusebius, da dieser einige biblische Zeitabschnitte weggelassen habe. Im einzigen erhaltenen direkten Zitat von Annianus im Werk von Synkellos kritisierte er ein Datum (kosmisches Datum für das 20. Regierungsjahr von Konstantin) bei Eusebius unter wesentlicher Verwendung seines Osterzyklus. Annianus kritisierte seinen Zeitgenossen Panodoros darin, dass dieser sich zu stark auf nicht-biblische Quellen gestützt habe. Das war auch der Hauptgrund warum Annianus neben Eusebius und Julius Africanus bei christlichen Schriftstellern präferiert wurde (zum Beispiel wurden alle drei als Hauptquellen in der syrischen Chronik noch des 12. Jahrhunderts von Mar Michael, Patriarch von Antiochien, genannt), während Panodoros im Wesentlichen nur durch Synkellos überliefert wurde. In der byzantinischen Literatur des 9. Jahrhunderts wurden Annianus und Pandoros außer von Synkellos nicht namentlich erwähnt (auch nicht von Photios I.). Fragmente von Annianos sind auch vom syrischen Chronisten Elias von Nisibis erhalten, der eine Chronik bis zum Jahr 1018 n. Chr. verfasste und ihn bei der Chronologie der Patriarchen und der assyrischen und medischen Herrscher erwähnt.
Eine historisch sehr wichtige Anwendung des Metonischen Zyklus im alexandrinischen Kalender und später im Julianischen Kalender war der Metonische 19-jährige Mondzyklus. Um 260 n. Chr. war der alexandrinische Komputist Anatolius der erste, der eine Version dieses effizienten komputistischen Instruments für das Bestimmen des Datums von Passahsonntag (ursprünglich) oder (später) Ostersonntag konstruierte. Aber es war Annianus, der entdeckte, dass jede Version des Metonischen 19-jährigen Mondzyklus einen 532-jährigen Passahzyklus (i.e. Osterzyklus) generiert (wegen 19 × 7 × 4 = 532), und er war, soweit bekannt, der Erste, der diesen Zyklus in die Osterberechnung einbrachte. Im Westen wurde der 532-Jahr-Zyklus unabhängig durch Victorius von Aquitanien 457 n. Chr. eingeführt. Es war Annianus’ Version des Metonischen 19-jährigen Mondzyklus, die letztendlich, via Kyrills von Alexandria Passahtabelle (um das Jahr 425) und Dionysius Exiguus’ Passahtabelle (um das Jahr 525), als die Grundstruktur von Beda Venerabilis’ Ostertabelle (725 n. Chr.) in der ganzen Christenheit für lange Zeit die Oberhand bekommen sollte, zumindest bis in das Jahr 1582, als der Julianische Kalender durch den Gregorianischen Kalender ersetzt wurde.
Annianus setzte die Verkündigung des Herrn auf den Sonntag am 25. März im Jahre 8 und die Geburt Christi auf den 25. Dezember desselben Jahres. Die Kreuzigung Christi datierte er auf den 23. März im Jahre 42 und die Auferstehung Jesu Christi datierte er auf Sonntag, den 25. März im selben Jahre. Georgios Synkellos war davon überzeugt, da die Schöpfung, die Verkündigung und die Auferstehung auf einen Sonntag am 25. März und somit auf den 1. Nisan, den ersten Tag des religiösen Jüdischer Kalender fielen, dass die Datierung des Annianus nur stimmen konnte.

## Weblink
- Fünf Metonische 19-jährige Mondzyklen